# Угнута функція
Угнута (увігнута) функція, або опукла вгору функція — протилежність до опуклої функції.  До угнутих функцій належать неперервні функції з від'ємною другою похідною.
Довільна неперервна функція не обов'язково або опукла, або угнута, але вона може бути опуклою або угнутою на певних інтервалах, розділених точками перегину.

## Означення

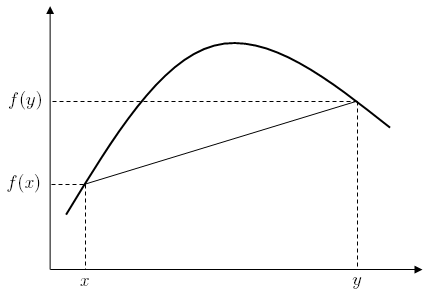
Ілюстрація угнутості функції

Дійсна функція {\displaystyle f} визначена на інтервалі (або на будь-якій опуклій множині C деякого векторного простору) називається увігнутою, якщо для {\displaystyle \forall x,\forall y} в її області визначення {\displaystyle C} маємо
{\displaystyle f(tx+(1-t)y)\geqslant tf(x)+(1-t)f(y),\quad \forall t\in [0;1].}
Функція називається строго увігнутою, якщо
{\displaystyle f(tx+(1-t)y)>tf(x)+(1-t)f(y)\,\quad \forall t\in (0;1),\quad x\neq y.}
Для функції {\displaystyle f\colon R\to R}  це означення просто стверджує, що {\displaystyle \forall z\in (x;y)} точки {\displaystyle (z;f(z))} на графіку {\displaystyle f} є вище прямої, що з'єднує точки {\displaystyle (x;f(x))} та {\displaystyle (y;f(y))}.
Функція {\displaystyle f(x)} є квазіувігнутою, якщо множини верхнього контуру функції {\displaystyle S(a)=\{x:f(x)\geqslant a\}} є опуклими множинами.

## Приклади
- Функції {\displaystyle f(x)=-x^{2}} і {\displaystyle f(x)={\sqrt {x}}} є увігнутими, оскільки їхні другі похідні завжди від'ємні.
- Будь-яка лінійна функція {\displaystyle f(x)=ax+b} одночасно й увігнута, й опукла.
- Функція {\displaystyle f(x)=\sin(x)} є увігнутою на відрізку {\displaystyle [0,\pi ]\,}.
- Функція {\displaystyle \log |B|}, де {\displaystyle |B|} є визначником додатноозначеної матриці {\displaystyle B}, є увігнутою.[3]